# Caém
Caém é um município brasileiro do estado da Bahia.

## História
As áreas que compõem o contemporâneo município de Caém faziam parte no passado do chamado Sertão das Jacobinas, a qual era ocupada por diversos povos indígenas desde tempos imemoriais. Com a intensificação da colonização portuguesa sobre o território, a população indígena remanescente acabou sendo agrupada em diversas missões franciscanas estabelecidas na região, como a Missão de Nossa Senhora das Neves do Sahy (em território atualmente pertencente ao município de Senhor do Bonfim), fundada em 1697, e a Missão do Bom Jesus da Glória, fundada em 1706. 
Nesse período de despovoamento da região entre os séculos XVII e XIX em razão do aldeamento da população indígena remanescente pelos franciscanos ou expulsão dos indígenas que se recusaram a se aldearem nas missões religiosas, ocorreu o estabelecimento de propriedades latifundiárias de grandes proporções, sendo um território ignorado pelas instituições governamentais do período colonial e do Império. No final do século XIX, ocorreu a ocupação contemporânea das áreas que formariam o município de Caém com a incursão de garimpeiros que estavam em trânsito para as minas de ouro situadas em Jacobina. Esses garimpeiros trouxeram suas famílias para as margens do rio da Prata, curso d'água que veio a posteriormente ser denominado de rio Caém, e, então, construíram as primeiras residências e uma capela que formou o chamado Sítio Papagaio.

## Geografia
O município está situado na microrregião Centro-Norte do Estado da Bahia,  no Território de Identidade do Piemonte da Diamantina. Faz limite com os municípios de Caldeirão Grande, Jacobina, Saúde e Capim Grosso.
Sua população estimada em 2021 era de 8.912 habitantes, segundo o IBGE.

## Organização Político-Administrativa
O município de Caém possui uma estrutura político-administrativa composta pelo Poder Executivo, chefiado por um prefeito eleito por sufrágio universal, o qual é auxiliado diretamente por secretários municipais nomeados por ele, e pelo Poder Legislativo, institucionalizado pela Câmara Municipal de Caém, órgão colegiado de representação dos munícipes que é composto por 9 vereadores também eleitos por sufrágio universal.

### Atuais autoridades municipais de Caém
- Prefeito: Arnaldo de Oliveira Filho - PSB (2021/-)[13]
- Vice-prefeito: Silmar Matos Oliveira - PSDB (2021/-)[13]

### Secretarias
- Agricultura e Meio Ambiente[14]
- Assistência Social
- Educação, Cultura e Esporte
- Finanças
- Infraestrutura, Obras e Serviços Públicos
- Planejamento e Administração
- Saúde
- Setores